# Himantopus mexicanus
Il cavaliere collonero (Himantopus mexicanus (P. L. Statius Müller, 1776)) è una specie appartenente alla famiglia dei Recurvirostridi. Il suo riconoscimento come specie a sé stante, tuttavia, non è unanime. Da alcuni autori, infatti, esso viene classificato come una sottospecie del cavaliere d'Italia (Himantopus himantopus).

## Descrizione

### Dimensioni
Misura 35-39 cm di lunghezza, per 136-220 g di peso; raggiunge un'altezza di 71 cm.

### Aspetto
Gli adulti hanno lunghe zampe rosa e un lungo e sottile becco nero. Hanno regioni inferiori bianche e ali e dorso neri. La coda è bianca con alcune striature grigie. Una fascia continua di nero si estende lungo la parte posteriore del collo, dal dorso fino alla testa. Qui, forma una sorta di cappuccio che ricopre l'intera testa fin sotto agli occhi, ad eccezione della zona che circonda il becco e di una piccola macchia bianca sopra l'occhio. I maschi presentano riflessi verdastri su dorso e ali, in particolar modo durante la stagione riproduttiva. Questi sono meno pronunciati o assenti nelle femmine, dove sono sostituiti da sfumature marroni. Nel complesso, comunque, i sessi sono simili.
I piccoli sono ricoperti da un piumino di colore bruno-oliva chiaro, con file longitudinali di macchioline nere (più grandi sul dorso), sulle regioni superiori - praticamente nelle zone che negli adulti sono nere - e bianco sporco sul ventre, con alcune striature scure sui fianchi.
Nel punto in cui gli areali del cavaliere collonero e del cavaliere dorsobianco si incontrano, nel Brasile centrale, le due specie possono incrociarsi. Gli esemplari ibridi spesso presentano un po' di bianco o di grigio sulla sommità della testa e un collare bianco o grigio che separa il nero della parte posteriore del collo da quello del dorso.
Il cavaliere collonero si differenzia dagli esemplari vaganti di cavaliere d'Italia dalla macchia bianca sopra l'occhio. Nella sottospecie che vive nelle Hawaii, nota localmente come aeʻo, inoltre, tale macchia è notevolmente più piccola. Tuttavia, anche se molte popolazioni di cavaliere collonero siano migratrici sulle lunghe distanze e durante i loro spostamenti possano spingersi anche a varie centinaia di chilometri dalla costa (alcuni esemplari compaiono ogni tanto come visitatori occasionali sull'isola di Clarión, del gruppo delle Revillagigedo, gli esemplari vaganti trans-oceanici sono molto rari.

## Biologia

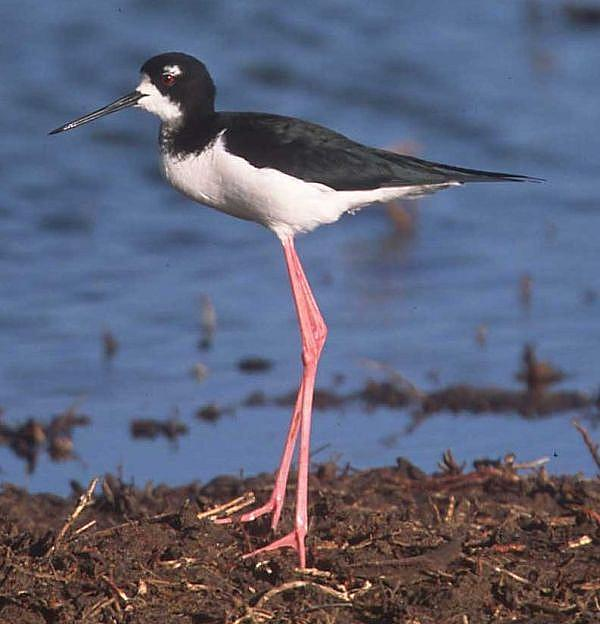
Il raro aeʻo o cavaliere delle Hawaii (H. m. knudseni).

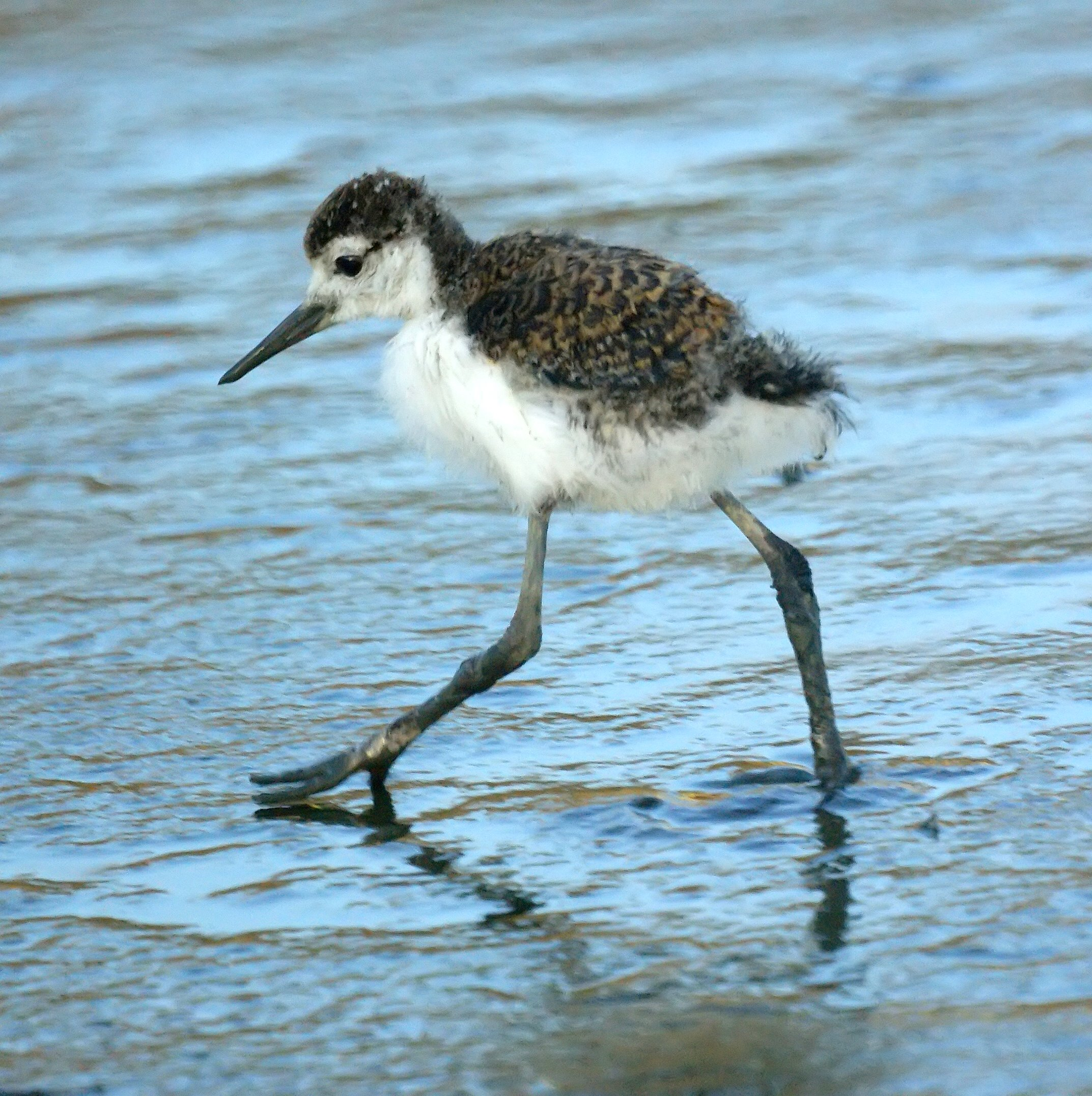
Un pulcino di cavaliere collonero.

I cavalieri collonero vanno in cerca di cibo guadando nell'acqua bassa, e nuotano o si tuffano solo quando sono sotto forte pressione. Durante la stagione della nidificazione e in inverno, sono uccelli fortemente territoriali, particolarmente aggressivi anche nei confronti dei pulcini che non siano i loro. Al di fuori della stagione riproduttiva, si riposano e si alimentano in gruppi molto ravvicinati, con esemplari spesso situati meno di un metro l'uno dall'altro. Quando nidificano, i cavalieri collonero sono semi-coloniali e partecipano in massa a display anti-predatori. Tra questi ultimi figurano una sorta di mobbing ai danni del predatore messo in atto dagli esemplari che non stanno covando, e un altro in cui tutti gli uccelli circondano il predatore, saltano su e giù e sbattono le ali.

### Alimentazione
Il cavaliere collonero va in cerca di cibo sulle distese di fango e sulle sponde dei laghi, ma anche nelle acque molto basse lungo le coste; si nutre di un'ampia varietà di invertebrati acquatici - soprattutto crostacei e altri artropodi, e molluschi -, di piccoli pesci, girini e, solo molto di rado, semi. La dieta varia in base alla disponibilità alimentare: gli uccelli che vivono nell'interno si nutrono soprattutto di insetti acquatici e delle loro larve, mentre le popolazioni costiere consumano quasi prevalentemente invertebrati acquatici. Per andare in cerca di cibo la specie predilige gli estuari costieri, le pozze salate, le sponde dei laghi, le distese salate e perfino i campi allagati. Per riposarsi, invece, questo uccello ha una particolare predilezione per le distese salate (anche quelle allagate), le sponde dei laghi e le isole circondate da acque poco profonde.

### Riproduzione
Per nidificare questo cavaliere sceglie le distese di fango, i bordi dei laghi in secca e gli argini, tutte zone caratterizzate da un terreno friabile. In Nordamerica la riproduzione ha luogo tra la fine di aprile e agosto, con un picco massimo in giugno, mentre le popolazioni tropicali nidificano in genere dopo la stagione delle piogge. I nidi sono situati generalmente entro 1 km di distanza da un sito di foraggiamento, e le coppie difendono un ampio perimetro attorno a più nidi, pattugliando in cooperazione con i loro vicini. La distanza tra un nido e l'altro è di circa 20 m, ma talvolta i nidi distano soltanto 2,1 m l'uno dall'altro oppure, all'interno di alcune colonie, possono trovarsi anche a 40 m di distanza dal nido più vicino. Il cavaliere collonero viene oggi considerato come una specie semi-coloniale, in quanto è raro trovare una coppia che nidifica da sola, anche se le colonie sono composte in genere da poche decine di coppie, solo raramente da alcune centinaia. I nidi vengono costruiti a poca distanza dalla battigia, e di conseguenza la loro sicurezza varia in base all'innalzamento del livello dell'acqua degli stagni o alle maree. Il rischio è particolarmente grave negli stagni salati artificiali, in cui i livelli dell'acqua possono essere alterati rapidamente nel processo di allagamento del bacino salato.
La covata è composta normalmente da 3-5 uova, con una media di quattro. Per 22-26 giorni, entrambi i genitori si dedicano a turno alla cova delle uova. I piccoli sono così precoci che a volte sono stati visti nuotare anche entro due ore dalla schiusa e sono inoltre in grado di correre sul terreno a grande velocità. Nonostante il loro precoce sviluppo, i piccoli ritornano normalmente al nido per riposare per uno o due giorni. Si involano dopo circa un mese, ma rimangono dipendenti dai genitori per alcune settimane ancora. Iniziano a riprodursi all'età di 1-2 anni.

## Distribuzione e habitat
Il cavaliere collonero è diffuso in una vasta fascia di territorio che dalle regioni occidentali e meridionali degli Stati Uniti, attraverso l'America centrale e le Indie Occidentali, giunge fino alla Colombia, al Venezuela settentrionale, alle Galápagos, all'Ecuador orientale e al Perù sud-occidentale. Popolazioni isolate sono presenti nel Brasile nord-orientale e nelle isole Hawaii.
Negli Stati Uniti, i cavalieri collonero si trovano comunemente in stagni salati, pianure allagate o lagune poco profonde. Le zone umide artificiali, come gli stagni per le acque di scarico o i pascoli allagati, costituiscono habitat particolarmente adatti per questi uccelli, poiché tali ambienti presentano una vegetazione sparsa non troppo rigogliosa. La sottospecie hawaiiana, minacciata di estinzione, vive nelle zone umide, nelle distese fangose e negli stagni di tutte le isole maggiori dell'arcipelago.

## Tassonomia
Il cavaliere collonero viene spesso considerato come una sottospecie del cavaliere d'Italia, con il nome Himantopus himantopus mexicanus. Tuttavia, l'Unione Internazionale di Ornitologia (IOC) lo considera come una specie a parte, a sua volta suddivisa in due sottospecie:
- H. m. knudseni Stejneger, 1887, endemica delle isole Hawaii;

- H. m. mexicanus (P. L. Statius Müller, 1776), diffusa dalle regioni occidentali e meridionali degli Stati Uniti fino al Perù sud-occidentale, nonché nel Brasile nord-orientale e nelle Indie Occidentali.

## Conservazione
Alcune popolazioni di cavaliere collonero, in particolar modo quelle nordamericane, hanno subito un certo declino nel corso del XX secolo, specialmente a causa della conversione degli habitat occupati dalla specie in aree antropizzate e dell'influsso dell'inquinamento, sia direttamente su questi animali che sulle creature di cui si nutrono. In linea di massima, tuttavia, la specie non corre alcun rischio di estinzione e occupa un areale molto esteso. Non compare sulla lista rossa della IUCN in quanto vi figura come sottospecie del cavaliere d'Italia; tuttavia, nel caso di una sua inclusione nella lista, verrebbe considerata come «specie a rischio minimo» (Least Concern). Lo stesso non si può dire riguardo alla sottospecie hawaiiana, H. m. knudseni, la cui popolazione totale non supera le 2000 unità. Si ritiene che a causare il suo declino sia stata la predazione da parte della mangusta minore indiana (Herpestes auropunctatus), introdotta dall'uomo per dare la caccia ai ratti.